# Frederick, Oklahoma
Frederick är administrativ huvudort i Tillman County i Oklahoma. Enligt 2010 års folkräkning hade Frederick 3 940 invånare.